# Косколь (Аулиекольский район)
Косколь (каз. Қоскөл) — село в Аулиекольском районе Костанайской области Казахстана. Входит в состав Диевского сельского округа. Код КАТО: 393635200.

## Население
В 1999 году население села составляло 262 человека (136 мужчин и 126 женщин). По данным переписи 2009 года, в селе проживало 116 человек (67 мужчин и 49 женщин).